# Islam Slimani
Islam Slimani (en árabe: إسلام سليماني‎, Argel, 18 de junio de 1988) es un futbolista argelino que juega como delantero en el CR Belouizdad del Championnat National de Première Division.

## Trayectoria

### CR Belouizdad

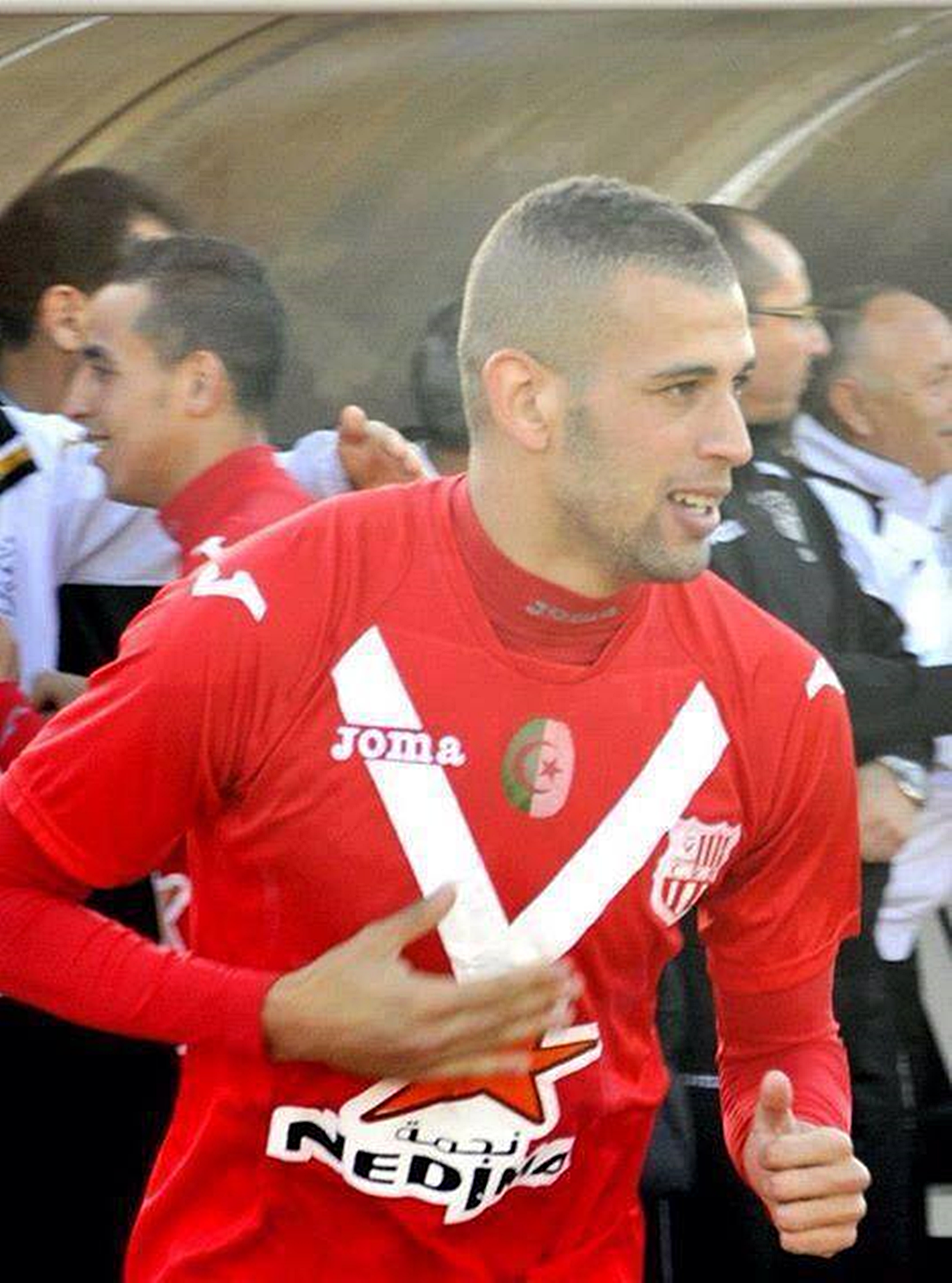
Islam Slimani en 2012.

Luego de su debut en el Chéraga destacando como uno de los mejores talentos argelinos en la temporada 2008-09, fue fichado por la CR Belouizdad en 2009 firmando un contrato de cuatro años de duración. Luego de estar mostrando grandes actuaciones con el CR Belouizdad, recibió ofertas para jugar en Túnez, Egipto, Grecia así como de otros clubes de Argelia no obstante continuo en el CR Belouizdad hasta la culminación de su contrato aunque en su último año en su club varias lesiones así como la contratación de nuevos delanteros ocasionó que solo jugara 16 partidos y solo marcando 5 goles mostrando un rendimiento muy bajo. 
Poco después de recibir ofertas de Francia y de España, se decantó por una oferta proveniente de Portugal. Días después se dio a conocer su fichajes por el Sporting de Lisboa con un contrato de tres años de duración.

### Sporting de Lisboa
El 6 de agosto de 2013 se unió al Sporting de Lisboa de Portugal por una cuota no revelada. Comenzó la temporada 2013-14 como un sustituto, ganando una reputación como un jugador de impacto debido a él anotando goles vitales al salir del banquillo. 
Durante los primeros seis meses no tuvo mucha continuidad y hasta llegó a disputar un partido con el Sporting B debido al rendimiento de Montero, que hasta el parón de año nuevo había marcado 16 goles en igual cantidad de partidos, frente a uno de Islam, lo que ocasionó que en ese momento de la temporada se especulara con una cesión al Elche C. F. de España. Luego de una lesión en el bíceps femoral de Montero jugó algunos partidos de titular marcando goles importantes y relegando a Montero a un segundo plano. Para la parte final de la temporada su rendimiento ocasionó que clubes como el S. S. C. Napoli se fijarán en él como posible incorporación según los medios italianos. Poco después su agente desmintió dichos rumores sobre su traspaso y aclaró que estaban en proceso de renovar por un año más su contrato con el club lisboeta.
Debido a la falta de forma de Fredy Montero, sin embargo, se convirtió en titular y anotó cuatro goles en cuatro partidos a principios de marzo de 2014 contra Rio Ave, S. C. Braga, Vitória de Setúbal y en 1-0 sobre el mayor rival el FC Porto. En diciembre de 2013 fue considerado el mejor futbolista argelino del año al ganar la Bola de Oro Argelina.
El 31 de mayo de 2015 anotó un gol contra el S. C. Braga en la final de la Copa de Portugal, ayudando al Sporting a girar de dos goles para finalmente asegurar la copa tras un tiro penal.

### Leicester City

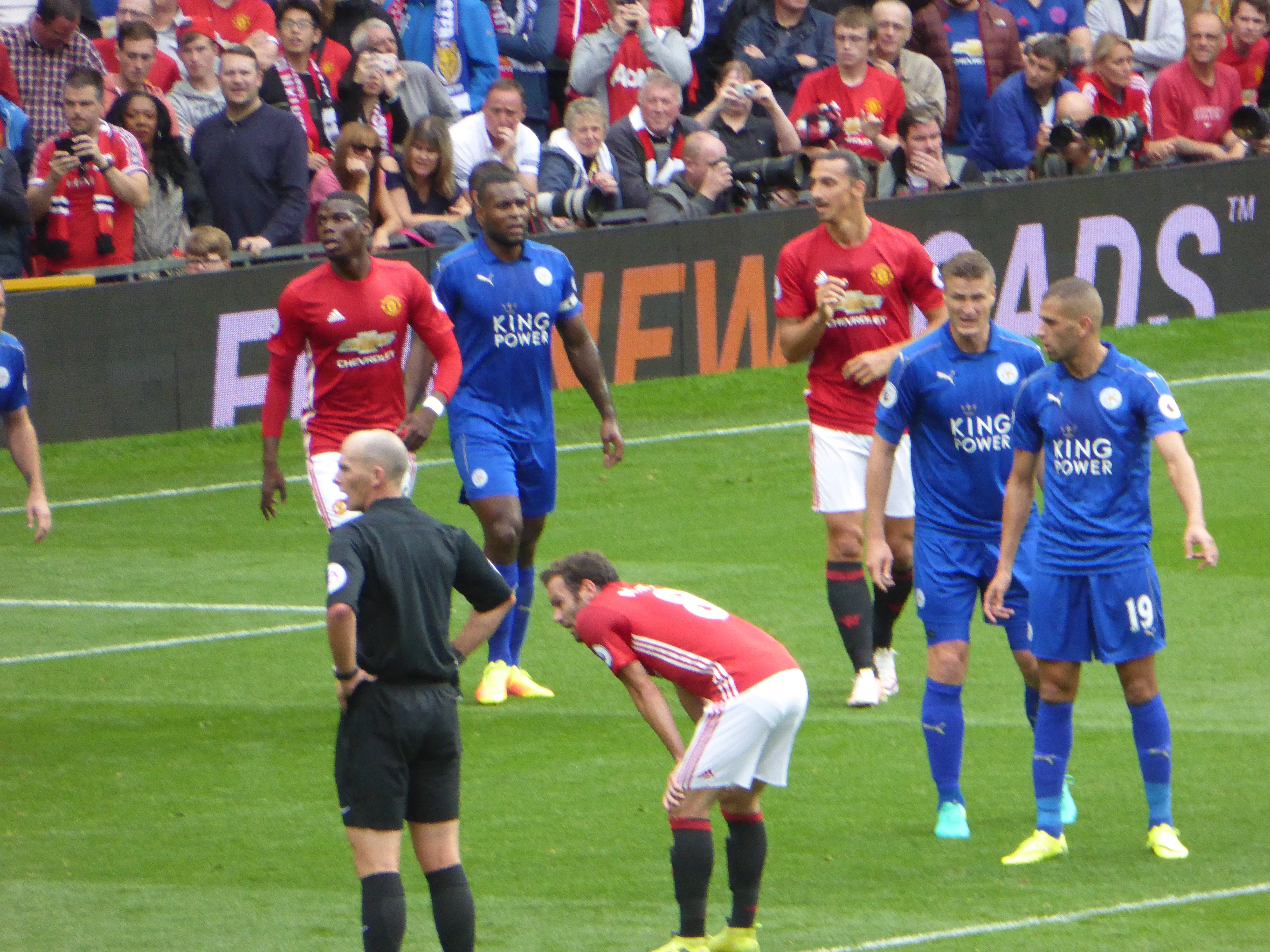
Slimani en 2016 frente al Manchester United.

El 31 de agosto de 2016, el último día de la ventana de transferencia de verano de 2016-17 en Inglaterra, se unió al Leicester City de la Premier League en un contrato de cinco años. La cuota de transferencia pagada a Sporting se informó como £ 28 millones, un récord de club para Leicester. El 14 de septiembre, hizo su debut con Leicester en la Liga de Campeones de la UEFA jugando 62 minutos en una victoria por 3-0 sobre el Club Brugge. Tres días después, hizo su debut en la Premier League en una victoria por 3-0 sobre Burnley, anotando los dos primeros goles de su equipo. El 27 de septiembre, Slimani marcó el único gol en la victoria por 1-0 contra el FC Porto en la fase de grupos de la Liga de Campeones de la  UEFA después de un pase del compañero argelino Riyad Mahrez. Fue su sexto gol a Iker Casillas en la meta, cinco de los cuales anotó mientras jugaba con su antiguo club.
Después de este gol, Slimani no pudo anotar hasta el día 11 de la Premier League contra el West Bromwich Albion, aunque Leicester perdió por 2-1. Anotaría el empate para su equipo desde el punto de penalti en el último minuto contra Middlesbrough. En la jornada 15, Slimani ayudó a los zorros a ganar contra el Manchester City 4-2 después de que dio dos asiatencias al goleador Jamie Vardy y Andy King. El 31 de diciembre, después de cinco partidos sin un gol anotó el gol de la victoria contra el West Ham United en el King Power Stadium para liderar su equipo para ganar el quinto partido en la Premier League esta temporada, el último del 2016.
Slimani anotó cuatro de sus cinco goles en la liga, pero solo consiguió un 38% de precisión en enero de 2017.

### Fenerbahçe
En agosto de 2018 fue cedido al Fenerbahçe S. K. hasta final de temporada.

### Francia
El 21 de agosto de 2019 fue cedido al A. S. Monaco F. C. por una temporada. A pesar de anotar 9 goles y 7 asistencias en 18 partidos en la Ligue 1 antes de que concluyera abruptamente debido a la pandemia de COVID-19 en marzo, el club monegasco decidió no adquirirlo en propiedad.
El 13 de enero de 2021 firmó con el Olympique de Lyon hasta junio de 2022. Hizo su debut en la liga el 18 de enero entrando por Tino Kadewere en el minuto 76, en una derrota 0-1 ante el F. C. Metz. Después de haber jugado 37 partidos en un año, en los que anotó ocho goles, rescindió su contrato cinco meses antes de que este expirara.

### Regreso a Portugal
Tras haber abandonado Lyon, la madrugada del 1 de febrero de 2022 se hizo oficial su vuelta al Sporting C. P. Esta segunda etapa duró unos meses y, tras haberse desvinculado del club, en agosto regresó al fútbol francés tras firmar por un año, con opción a otro, con el Stade Brestois 29.
Su etapa en Brest terminó a mitad de temporada, ya que el 1 de febrero se marchó al R. S. C. Anderlecht. En este equipo consiguió nueve goles en dieciséis partidos y se marchó al finalizar la campaña tras no llegar a un acuerdo para renovar su contrato.
El 20 de agosto de 2023 se anunció que había firmado un precontrato con el Coritiba brasileño. Tres días después se completó su fichaje hasta diciembre de 2024, aunque dejó el equipo a inicios de ese año después de activar una cláusula como consecuencia del descenso de categoría. Entonces regresó a Bélgica tras incorporarse al K. V. Malinas, con el que marcó tres goles en trece partidos antes de quedar libre al finalizar la temporada.

### Vuelta a Argelia
El 11 de septiembre de 2024 se confirmó su vuelta al CR Belouizdad once años después de su marcha. Esta segunda etapa en el club duró media campaña, ya que en enero fue cedido al K. V. C. Westerlo.

## Selección nacional

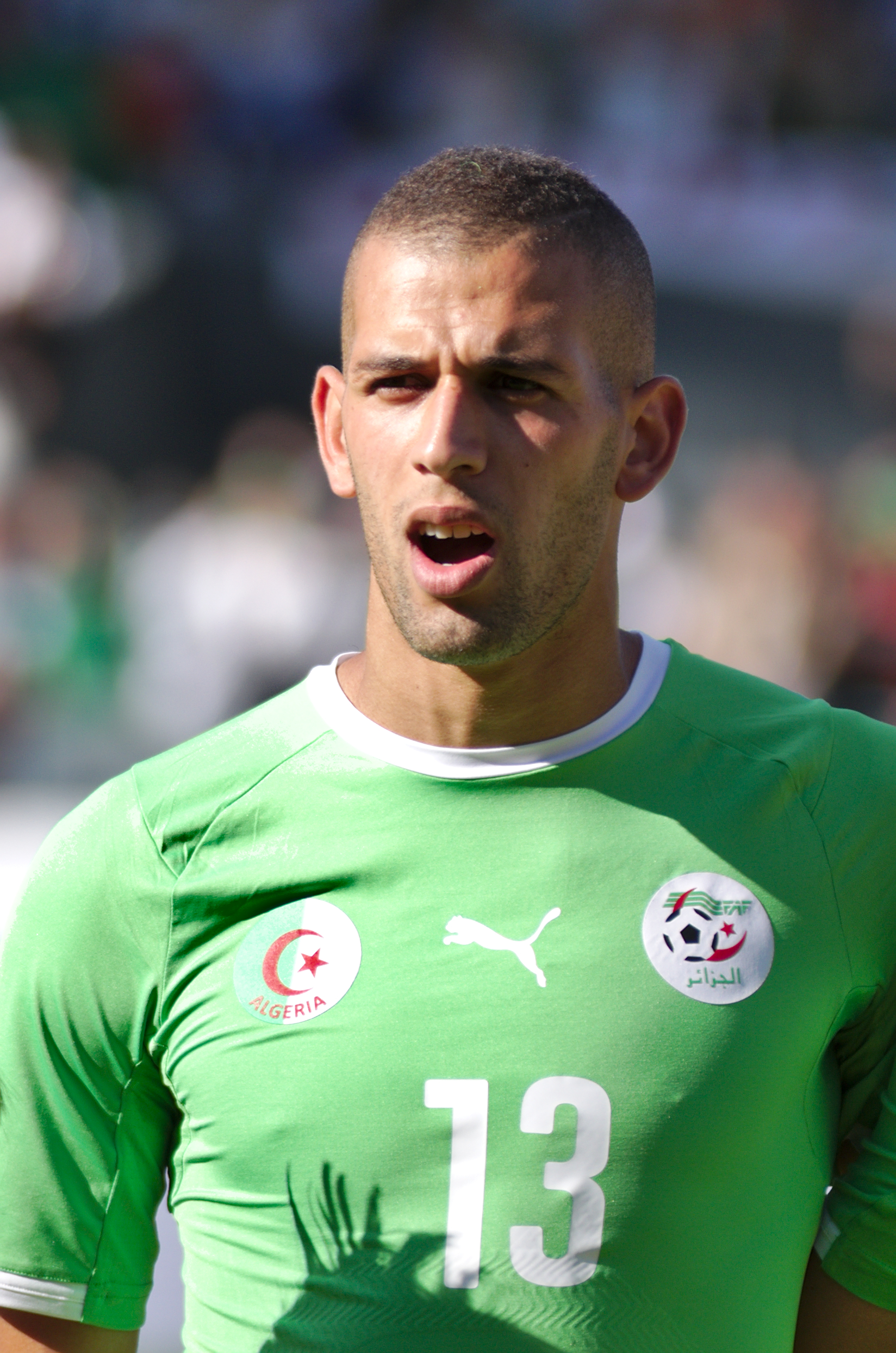
Islam Slimani en 2014.

Ha sido internacional con la selección de fútbol de Argelia; donde hasta ahora, ha jugado 102 partidos internacionales y ha anotado 46 goles por dicho seleccionado.
En octubre de 2009 fue llamado por Abdelhak Benchikha por primera vez a la Argelia A 'Equipo Nacional para un campo de entrenamiento de una semana en Argel. En marzo de 2010, Slimani fue llamado de nuevo, esta vez para un Campeonato Africano de Naciones calificador 2011 contra Libia como reemplazo para su compañero lesionado Youcef Saibi. Sin embargo, no jugó en el juego que Argelia ganó 1-0.
En mayo de 2012 fue convocado por primera vez a la selección nacional de Argelia por las eliminatorias de la Copa Mundial de Fútbol de 2014 contra Malí y Ruanda, y el partido de vuelta de la Copa Africana de Naciones 2013 de clasificación contra Gambia. El 26 de mayo hizo su debut, viene como un sustituto en el descanso en un amistoso contra Nigeria. Una semana más tarde, el 2 de junio, anotó su primer gol como internacional para Argelia, redes el tercer gol en la victoria por 4-0 sobre Ruanda en la fase de clasificación de 2014 de la Copa Mundial de la FIFA. Él siguió con otro gol contra Malí en el siguiente juego, y luego marcó otros dos goles en la siguiente contra Gambia.
Slimani fue seleccionado para el equipo de Argelia de participar en la Copa Africana de Naciones 2013, y jugó en los tres partidos de grupo en enero. Argelia, sin embargo, sólo ganó un punto y se eliminaron en la primera etapa.
El 2 de junio de 2014 fue incluido en la lista final de 23 jugadores que representarán a Argelia en la Copa Mundial de Fútbol de 2014.
El 22 de junio de 2014 anotó el primer gol para Les Fennecs en una Copa Mundial de la FIFA en el partido del grupo que ganaron 4-2 contra Corea del Sur. También hizo una asistencia para el tercer gol del equipo al pasar el balón a Abdelmoumene Djabou. El 26 de junio de 2014 marcó de cabeza en el empate 1-1 de Argelia con Rusia, ayudando a la nación clasificarse para los octavos de final de la Copa Mundial de la FIFA por primera vez en la historia después de no poder hacerlo previamente en 1982, 1986 y 2010. En el último partido de 16 contra Alemania, tenía un gol de cabeza anulado en la primera mitad por fuera de juego, mientras que más tarde en su potente tiro a puerta fue salvado por el portero alemán Manuel Neuer. Argelia finalmente perdió 2-1 en la prórroga, pero fueron elogiado por una excelente campaña en todo el torneo.
En el primer partido de Argelia de la Copa Africana de Naciones 2015, anotó el tanto final en la victoria por 3-1 sobre Sudáfrica.

### Participaciones en Copas del Mundo
| Mundial                        | Sede   | Resultado        | Partidos | Goles |
| ------------------------------ | ------ | ---------------- | -------- | ----- |
| Copa Mundial de Fútbol de 2014 | Brasil | Octavos de final | 4        | 2     |

### Goles en Mundiales
| Gol | Fecha               | Sede                                    | Oponente      | Marcador | Resultado | Competencia  |
| --- | ------------------- | --------------------------------------- | ------------- | -------- | --------- | ------------ |
| 1.  | 22 de junio de 2014 | Estadio Beira-Rio, Porto Alegre, Brasil | Corea del Sur | 0 - 1    | 2 – 4     | Mundial 2014 |
| 2.  | 26 de junio de 2014 | Arena da Baixada, Curitiba, Brasil      | Rusia         | ⠀1 - 1   | ⠀1 - 1    | Mundial 2014 |

## Estadísticas
Actualizado al último partido disputado el 16 de mayo de 2025.
| Club                              | Div.          | Temporada     | Liga  | Liga  | Copas nacionales | Copas nacionales | Torneos internacionales | Torneos internacionales | Total | Total | Media goleadora |
| Club                              | Div.          | Temporada     | Part. | Goles | Part.            | Goles            | Part.                   | Goles                   | Part. | Goles | Media goleadora |
| --------------------------------- | ------------- | ------------- | ----- | ----- | ---------------- | ---------------- | ----------------------- | ----------------------- | ----- | ----- | --------------- |
| CR Belouizdad Argelia             | 1.ª           | 2009-10       | 29    | 9     | 3                | 1                | 8                       | 1                       | 40    | 11    | 0.28            |
| CR Belouizdad Argelia             | 1.ª           | 2010-11       | 27    | 10    | 3                | 1                | —                       | —                       | 30    | 11    | 0.37            |
| CR Belouizdad Argelia             | 1.ª           | 2011-12       | 26    | 10    | 5                | 2                | —                       | —                       | 31    | 12    | 0.39            |
| CR Belouizdad Argelia             | 1.ª           | 2012-13       | 15    | 4     | 3                | 4                | 0                       | 0                       | 18    | 8     | 0.44            |
| Sporting C. P. Portugal           | 1.ª           | 2013-14       | 26    | 8     | 4                | 2                | 0                       | 0                       | 30    | 10    | 0.33            |
| Sporting C. P. Portugal           | 1.ª           | 2014-15       | 21    | 12    | 5                | 1                | 7                       | 2                       | 33    | 15    | 0.45            |
| Sporting C. P. Portugal           | 1.ª           | 2015-16       | 33    | 27    | 4                | 2                | 9                       | 2                       | 46    | 31    | 0.67            |
| Sporting C. P. Portugal           | 1.ª           | 2016-17       | 2     | 1     | 0                | 0                | 0                       | 0                       | 2     | 1     | 0.5             |
| Leicester City F. C. Inglaterra   | 1.ª           | 2016-17       | 23    | 7     | 1                | 0                | 5                       | 1                       | 29    | 8     | 0.28            |
| Leicester City F. C. Inglaterra   | 1.ª           | 2017-18       | 12    | 1     | 5                | 4                | —                       | —                       | 17    | 5     | 0.24            |
| Newcastle United F. C. Inglaterra | 1.ª           | 2017-18       | 4     | 0     | 0                | 0                | —                       | —                       | 4     | 0     | 0               |
| Newcastle United F. C. Inglaterra | Total club    | Total club    | 4     | 0     | 0                | 0                | 0                       | 0                       | 4     | 0     | 0               |
| Fenerbahçe S. K. Turquía          | 1.ª           | 2018-19       | 15    | 1     | 3                | 1                | 7                       | 3                       | 25    | 5     | 0.2             |
| Fenerbahçe S. K. Turquía          | Total club    | Total club    | 15    | 1     | 3                | 1                | 7                       | 3                       | 25    | 5     | 0.2             |
| A. S. Monaco F. C. Francia        | 1.ª           | 2019-20       | 18    | 9     | 1                | 0                | —                       | —                       | 19    | 9     | 0.47            |
| A. S. Monaco F. C. Francia        | Total club    | Total club    | 18    | 9     | 1                | 0                | 0                       | 0                       | 19    | 9     | 0.47            |
| Leicester City F. C. Inglaterra   | 1.ª           | 2020-21       | 1     | 0     | 0                | 0                | 0                       | 0                       | 1     | 0     | 0               |
| Leicester City F. C. Inglaterra   | Total club    | Total club    | 36    | 8     | 6                | 4                | 5                       | 1                       | 47    | 13    | 0.28            |
| Olympique de Lyon Francia         | 1.ª           | 2020-21       | 18    | 3     | 3                | 1                | ―                       | ―                       | 21    | 4     | 0.19            |
| Olympique de Lyon Francia         | 1.ª           | 2021-22       | 12    | 1     | 0                | 0                | 4                       | 3                       | 16    | 4     | 0.25            |
| Olympique de Lyon Francia         | Total club    | Total club    | 30    | 4     | 3                | 1                | 4                       | 3                       | 37    | 8     | 0.22            |
| Sporting C. P. Portugal           | 1.ª           | 2021-22       | 9     | 4     | 1                | 0                | 2                       | 0                       | 12    | 4     | 0.33            |
| Sporting C. P. Portugal           | Total club    | Total club    | 91    | 52    | 14               | 5                | 18                      | 4                       | 123   | 61    | 0.5             |
| Stade Brestois 29 Francia         | 1.ª           | 2022-23       | 16    | 1     | 2                | 1                | ―                       | ―                       | 18    | 2     | 0.11            |
| Stade Brestois 29 Francia         | Total club    | Total club    | 16    | 1     | 2                | 1                | 0                       | 0                       | 18    | 2     | 0.11            |
| R. S. C. Anderlecht · Bélgica     | 1.ª           | 2022-23       | 10    | 8     | ―                | ―                | 6                       | 1                       | 16    | 9     | 0.56            |
| R. S. C. Anderlecht · Bélgica     | Total club    | Total club    | 10    | 8     | 0                | 0                | 6                       | 1                       | 16    | 9     | 0.56            |
| Coritiba · Brasil                 | 1.ª           | 2023          | 11    | 3     | ―                | ―                | ―                       | ―                       | 11    | 3     | 0.27            |
| Coritiba · Brasil                 | Total club    | Total club    | 11    | 3     | 0                | 0                | 0                       | 0                       | 11    | 3     | 0.27            |
| K. V. Malinas · Bélgica           | 1.ª           | 2023-24       | 13    | 3     | ―                | ―                | ―                       | ―                       | 13    | 3     | 0.23            |
| K. V. Malinas · Bélgica           | Total club    | Total club    | 13    | 3     | 0                | 0                | 0                       | 0                       | 13    | 3     | 0.23            |
| CR Belouizdad Argelia             | 1.ª           | 2024-25       | 8     | 3     | 1                | 0                | 3                       | 0                       | 12    | 3     | 0.25            |
| CR Belouizdad Argelia             | Total club    | Total club    | 105   | 36    | 15               | 8                | 11                      | 1                       | 131   | 45    | 0.34            |
| K. V. C. Westerlo · Bélgica       | 1.ª           | 2024-25       | 18    | 2     | ―                | ―                | ―                       | ―                       | 18    | 2     | 0.11            |
| K. V. C. Westerlo · Bélgica       | Total club    | Total club    | 18    | 2     | 0                | 0                | 0                       | 0                       | 18    | 2     | 0.11            |
| Total carrera                     | Total carrera | Total carrera | 367   | 127   | 44               | 20               | 51                      | 13                      | 462   | 160   | 0.35            |
| 1. 2. 3.                          |               |               |       |       |                  |                  |                         |                         |       |       |                 |

- Fuente: Footballdatabase, Fichajes.com y Ceroacero.es.

### Tripletes
Partidos en los que anotó tres o más goles:
| 1 | 17 de mayo de 2011      | Stade 20 Août 1955, Argel     | CR Belouizdad - JS Kabylie             |  | 7 - 1 | Championnat 2010/11               |
| 2 | 4 de octubre de 2015    | Estádio José Alvalade, Lisboa | Sporting de Lisboa - Vitória Guimarães |  | 5 - 1 | Primeira Liga 2015/16             |
| 3 | 2 de septiembre de 2021 | Stade Mustapha Tchaker, Blida | Argelia - Yibuti                       |  | 8 - 0 | Clasificación CAF al Mundial 2022 |

## Palmarés

### Títulos nacionales
| Título                | Club           | País     | Año  |
| --------------------- | -------------- | -------- | ---- |
| Copa de Portugal      | Sporting C. P. | Portugal | 2015 |
| Supercopa de Portugal | Sporting C. P. | Portugal | 2015 |

### Títulos internacionales
| Título                    | Club (*)             | País   | Año  |
| ------------------------- | -------------------- | ------ | ---- |
| Copa Africana de Naciones | Selección de Argelia | Egipto | 2019 |

(*) Incluyendo la selección.